# Ústavní zákon, kterým se doplňují a mění dosavadní ustanovení o nabývání a pozbývání státního občanství a práva domovského v republice Československé
Ústavní zákon, kterým se doplňují a mění dosavadní ustanovení o nabývání a pozbývání státního občanství a práva domovského v republice Československé (č. 236/1920 Sb. z. a n.) byl přijat prvorepublikovým Národním shromážděním dne 9. dubna 1920. Tento zákon upravoval nabývání a pozbývání československého státního občanství a domovského práva.
Československé státní občanství bylo od 28. října 1918 přiznáno:
- osobám, které se narodily na území ČSR, pokud neměly jinou státní příslušnost
- osobám, které nejpozději od 1. ledna 1910 měly domovské právo na území někdejšího Rakouska-Uherska, jež se stalo součástí ČSR
- osobám, které příslušely domovským právem k některé obci někdejšího Rakouska-Uherska ležící mimo území ČSR, pokud se tyto osoby staly státními úředníky ČSR
- státním občanům rakousko-uherským, kteří pocházeli z rodičů majících na území ČSR domovské právo nebo bydliště

Státní občanství a domovské právo bylo jmenovitě upřeno příslušníkům habsbursko-lotrinského rodu. Zákon dále upravoval problematiku pozbývání občanství a poskytoval možnost volby (opce) občanství.